# Alexa herminiana
Alexa herminiana är en ärtväxtart som beskrevs av N.Ramirez. Alexa herminiana ingår i släktet Alexa och familjen ärtväxter. Inga underarter finns listade i Catalogue of Life.